# Alberto Quintero (compositor)
Alberto Quintero (n. Palencia; octubre de 1970) es un compositor y productor español.

## Biografía
Quintero es compositor, arreglista, productor discográfico, director musical y director de orquesta. La mayor parte de su carrera la ha desarrollado en el mundo discográfico, aunque a partir de 2000 se ha centrado más en el mundo teatral, donde ha cosechado varios éxitos, entre ellos las dos nominaciones a los Premios Max de las Artes Escénicas (años 2001-2002) como Mejor Director Musical, por su trabajo en My Fair Lady, el musical.
Sus primeras experiencias en el mundo de la música transcurren en su ciudad natal, Palencia, y es aquí donde tiene su primer contacto con el mundo de los musicales, a través del musical Rock Quijote, en el que participa como arreglista. Posteriormente tras conseguir su licenciatura como Alumno Libre en el Conservatorio de Valladolid se traslada a Madrid para ampliar sus estudios. Estudia piano con Ricard Miralles, Armonía y Arreglos con Félix Santos, canto con María Luisa Castellanos y dirección de Orquesta con Miquel Ortega en Madrid y Antoni Ros-Marbà en Barcelona.

## Trayectoria

### Discos
Desde el año 1992 ha participado en multitud de producciones discográficas tanto como arreglista o compositor, como productor. Entre los artistas con los que ha trabajado podemos destacar a:
- Juan Pablo Manzanero, (Single A Todo Pulmón, año 2021)
- Il Divo, (disco For Once In My Life - A Celebration of Motown, año 2021)
- Carlos Marín, (disco Portrait, año 2021)
- Víctor Pérez, (Single Ponte Bonita, año 2020)
- JuanFran, (Single Como Llora, año 2020)
- Il Divo, (disco Timeless, año 2018)
- Il Divo, (disco Amor & Pasión, año 2015)
- Sébastien Izambard, Darren Hayes, Natalie Bassingthwaighte, Pete Murray, Ella Hooper, Diesel, David Campbell, Alex Lloyd, Christine Anu, Luke Steele, Katy Steele, Casey Donovan, Damien Leith, Marlisa, Nathaniel, The Australian Children’s Choir, Flea (tema Hope For Isla & Jude, año 2014)
- Il Divo, Vincent Niclo, Florent Pagny, Helene Segara, Natasha St-Pier, Anggun, Lisa Angell, Sonia Lacen (disco A Musical Affair French Edition, año 2014)
- Il Divo (disco Live in Japan, año 2014)
- Innocence (disco Live in México, año 2014)
- Matina (disco ven Conmigo, año 2014)
- Il Divo, Juan Gabriel (tema Amor Eterno, año 2014)
- Il Divo, Lea Salonga (tema A Whole New World, año 2014)
- Il Divo, Lea Salonga (tema Can You Feel The Love Tonight, año 2013)
- Il Divo, Helene Fischer (tema Can You Feel The Love Tonight, año 2013)
- Il Divo, Engelbert Humperdick (tema Spanish Eyes, año 2013)
- Il Divo, Kristin Chenoweth, Heather Headley, Nicole Scherzinger (disco A Musical Affair, año 2013)
- Innocence (disco This Is Love, año 2013)
- Il Divo (disco The Greatest Hits, año 2012)
- Ana Gabriel (disco Huelo a Soledad, año 2001)
- Paloma San Basilio (disco Escorpio, año 2001)
- Francisco (disco Mi reina, año 1998)

### Pianista
Como pianista ha colaborado también con muchos artistas algunos tan conocidos como:
- Javier Gurruchaga y su Orquesta Mondragón
- Carlos Baute
- Cristina del Valle (ex-Amistades Peligrosas)

### Teatro
Aunque es en el mundo del Teatro donde ha desarrollado la mayor parte de su carrera. Desde 1999 ha sido arreglista, productor, director musical y director de orquesta de algunos de los grandes musicales estrenados en la Gran Vía madrileña, entre ellos:
- Grease (Teatro Lope de Vega, 1999), protagonizado por J.G. (Danny) y Geraldine Larrosa (Sandy), Carlos Marín (Vince Fontaine), Pablo Puyol (Kenickie), Marta Rivera (Rizzo), Víctor Ullate (Sonny), Raquel Grijalba (Marty) y Ignasi Vidal (Doody).
- Peter Pan (teatros Lope de Vega y Nuevo Apolo, 1999-2000), protagonizado por Raquel Grijalba (Peter), Carlos Marín (Capitán Hook & Mr. Darling), Virginia Martínez (Wendy Moira Angela Darling), Marta Rivera (Mrs. Darling) y Beatriz Luengo (Slightly).
- La Magia de Broadway (Teatro Lara, 1999), protagonizada por Pablo Abraira, Mia Patterson, Pedro Ruy Blas, Gema Castaño y Virginia Martínez.
- La Magia de Broadway (teatros Lara y Nuevo Apolo, 2000), protagonizada por Marta Sánchez, Serafín Zubiri, Carlos Marín, Geraldine Larrosa, Edu, Luis Amando, Paco Arrojo, Beatriz Luengo, Marta Rivera, Raquel Grijalba, Enrique Sequero y Nacho VidalIgnacio Vidal.
- My Fair Lady (Teatro Coliseum, 2001-2003), protagonizada por Paloma San Basilio (Eliza Doolitle), José Sacristán (Profesor Higgins), Joan Crosas (Alfred Doolitle), Nicolás Dueñas (Coronel Pickering), Víctor Díaz (Freddy), Carmen Bernardos (Mrs. Higgings) y Selica Torcal (Mrs. Pearce).
- Kerala (Gran Casino de Aranjuez, 2005), musical mezcla de Circo y Teatro ambientado en la India y protagonizado por: Kris Horrigan & Christelle (dúo acrobático).
- Maribel y la extraña familia (Teatro Apolo, 2005) protagonizada por Andoni Ferreño (Marcelino), Amparo Saizar (Maribel), Ester Bellver (Rufi), Raquel Grijalba (Nini), Chus Herranz (Pili), Selica Torcal (Paula) y Milagros Ponti (Matilde).

### Televisión
En los últimos años su carrera se ha dirigido más hacia el mundo de la televisión, y como compositor ha trabajado para varias cadenas nacionales, autonómicas y nuevos canales de TDT. Entre sus trabajos para televisión podemos destacar:

#### Programas
- El juego del Euromillón (1999) (Telecinco)
- Club Disney (1999) (Telecinco)
- Escuela de actores (1999) (Antena 3)
- Escuela de cocina Telva (Veo TV)
- Fórmula Marca (Veo TV)
- Zappineox (Antena.Neox)
- Zapinueb (IB3)
- 4-4-2 (IB3)
- Veo las noticias (informativos Veo TV)
- Muévete en casa (Antena.Nova)
- Joc i gols (IB3)
- Total esports (IB3)
- 7 de notícies (IB3)
- Parella de 3 (IB3)
- Como el perro y el gato (Antena.Neox)
- Corazón, Corazón (La 1)
- Vuelta Ciclista a España (2010) (La 1)
- Vuelta Ciclista a España (2011) (La 1)
- Corazón TVE (2011) (La 1)
- Corazón TVE (2012) (La 1)
- Vuelta Ciclista a España (2012) (La 1)
- Corazón TVE (2013) (La 1)
- Corazón TVE (2014) (La 1)
- Sorteo Lotería de Navidad (2014) (La 1)
- Sorteo del Niño (2014) (La 1)
- Corazón TVE (2015) (La 1)
- Sorteo Lotería de Navidad (2015) (La 1)
- Sorteo del Niño (2015) (La 1)
- Corazón TVE (2016) (La 1)
- Corazón TVE (2017) (La 1)
- Saber Vivir TVE (2011) (La 1)
- Aprendemos en Clan (2021) (Clan TV)
- Sorteo Lotería de Navidad (2022) (La 1)
- Sorteo del Niño (2022) (La 1)

#### Continuidad
- Sintonía corporativa Veo TV
- Continuidad corporativa Veo TV
- Continuidad Navidad 2005 (IB3)
- Promos primavera 2006 (IB3)
- Promos verano 2006 (IB3)
- Promos otoño 2006 (IB3)
- Promos Navidad 2006 (IB3)
- Continuidad invierno 2006-2007 (IB3)

#### Series de ficción
- La vida en el aire (TVE 2) (dirigida por Ignacio Mercero)
- La virtud del asesino (TVE 1) (dirigida por Antonio Bodegas)

### Cine
Como arreglista también ha hecho incursiones en el mundo del celuloide y entre sus trabajos podemos destacar:
- El palomo cojo (dirigida por Jaime de Armiñán)
- La sal de la vida (dirigida por Eugenio Martín)

### Publicidad
Como compositor de música para publicidad también ha trabajado con distintas agencias en campañas para empresas como:
- Spot Witch Disney
- Spot Princesas Disney
- Grupo Škoda
- Magnetti Marelli
- CHPH
- Veroil Caps

## Premios
- 1999 • Arreglista y director musical del espectáculo Peter Pan premiado con el Premio Max de las Artes Escénicas al Mejor Musical Infantil.
- 2001 • Nominación a los Premios Max de las artes Escénicas como mejor director musical por My Fair Lady (Teatro Coliseum, Madrid).
- 2002 • Nominación a los Premios Max de las artes Escénicas como mejor director musical por My Fair Lady (Teatro Coliseum, Madrid).